# دالفيك
دالفيك هي القرية الرئيسية لبلدية دالفيكوربيكو الأيسلندية. يبلغ عدد سكانها حوالي 1400 نسمة.
معنى اسم المدينة "خليج الوادي".

## الجغرافيا
تقع دالفيك على الشاطئ الغربي لـ ايفيافرور في وادي سفارفرودالور.

## مواصلات
ميناء دالفيك هو ميناء تجاري إقليمي للاستيراد وصيد الأسماك. العبارة سيفاري، التي تبحر من الميناء الى جزيرة جرمسي، أقصى شمال أيسلندا، والتي تقع على الدائرة القطبية الشمالية. تتوفر خدمات التقل إلى سيجلوفيوردور وأكوريري.

## ثقافة
يقام مهرجان فيسكيداغورين ميكلي السنوي يوم السبت بعد أول يوم اثنين من شهر أغسطس، ويحضره ما يصل إلى 30 ألف شخص يستمتعون ببوفيه أسماك مجاني برعاية صناعة صيد الأسماك المحلية. على الرغم من صغر حجمها، كان لدالفيك أربعة ممثلين في مسابقة الأغنية الأوروبية عن أيسلندا.

## الرياضة
في مجال الرياضة، تشتهر دالفيك بالتزلج على المنحدرات الجليدية، التي هي واحدة من الرياضات الأكثر شهرة في أيسلندا. أنتجت المدينة سلسلة من المتزلجين الذين مثلوا أيسلندا في الألعاب الأولمبية وكأس العالم وبطولة العالم وكؤوس أوروبا، فضلاً عن المسابقات الدولية والوطنية الأخرى. وكان من بين هؤلاء دانييل هيلمارسون، وسفين برينيولفسون، وبيورغفين بيورجفينسون.
شهدت فرق كرة القدم في القرية صعودًا وهبوطًا، ولكنها تمكنت من إنتاج بعض اللاعبين المعروفين على المستوى الوطني؛ وأشهرهم هو المهاجم السابق لنادي كارديف سيتي والدوري الإنجليزي الممتاز ومنتخب آيسلندا هيدار هيلجسون.
يحتوي نادي هامار للغولف على ملعب مكون من 9 حفر، ويقع على مسافة قصيرة بالسيارة خارج دالفيك.

## اقتصاد
يعتمد الاقتصاد المحلي على مصايد الأسماك وتجهيز الأسماك.
تعد دالفيك أيضًا وجهة سياحية لرحلات القوارب لمشاهدة الحيتان والتزلج على الجليد.

## معلومات اخرى
سُميت آلة دالفيك الافتراضية في نظام التشغيل اندرويد على اسم هذه القرية. على الرغم من إيقاف تشغيل الآلة الافتراضية واستبدالها بـ أندرويد رن تايم في الإصدارات الحالية من أندرويد، لا تزال ملفات.

## روابط خارجية
- بلدية دالفيكربيغد
- فيسكيداغور – الموقع الرسمي